# Хойвайлер
Хойвайлер (нем. Heuweiler) — община в Германии, в земле Баден-Вюртемберг.
Подчиняется административному округу Фрайбург. Входит в состав района Брайсгау — Верхний Шварцвальд. Население составляет 1067 человек (на 31 декабря 2010 года). Занимает площадь 4,03 км².